# Charte nationale algérienne
 (décembre 2011).
Si vous disposez d'ouvrages ou d'articles de référence ou si vous connaissez des sites web de qualité traitant du thème abordé ici, merci de compléter l'article en donnant les références utiles à sa vérifiabilité et en les liant à la section « Notes et références ».
La Charte nationale est le texte promu en juin 1976 par le président algérien Houari Boumédiène, traitant de différents aspects de la vie quotidienne et de la vie politique algérienne. 

## Histoire

### Présentation
Elle développe une vision historique des fondements de la société algérienne, en faisant largement référence aux idéologies sur lesquelles doit reposer la nation, socialisme et islam. Elle réaffirme la langue arabe comme étant non seulement la langue nationale et officielle du pays, mais aussi la langue que la nation s'efforcera de promouvoir dans le pays, dans un contexte où la question de l'identité kabyle est un facteur de tension avec les autorités nationales,.

### Élaboration
L'élaboration de la Charte nationale a pour point de départ un discours prononcé par le président Boumédiène le 19 juin 1975,, pour le dixième anniversaire de sa prise de pouvoir. La rédaction d'un avant-projet est confiée à une commission constituée le 1er novembre suivant,. Le 19 juin 1976, le projet de Charte nationale est adopté par la Conférence nationale et le président Boumédiène en prononce un discours explicatif.
L'approbation de la Charte nationale est soumise à référendum par l'ordonnance no 76-51 du 3 juin 1976. Ce référendum se tient le 27 juin. Les résultats sont proclamés le 29 juin et publiés le 30. Avec 7 290 671 votants sur 7 940 978 inscrits, le taux de participation atteint 91,81 %. Le « oui » recueille 7 130 033 des 7 248 608 suffrages exprimés (soit 98,36 %) contre 118 508 (1,64 %) pour le « non ».
La Charte nationale est promulguée par l'ordonnance no 76-57 du 5 juillet 1976, quatorzième anniversaire de l'indépendance du pays, puis est publiée au Journal officiel le 30 juillet suivant, date à laquelle elle entre en vigueur comme « source suprême de la politique de la Nation et des lois de l'État ».

### Révision en 1986
Fin 1985, le congrès du FLN élabore un « enrichissement » de la Charte. La nouvelle version est soumise à un référendum le 16 janvier et massivement approuvée.

## Charte et constitution
La Charte nationale sert de base à la rédaction de la constitution algérienne de 1976, acceptée elle aussi par référendum par le peuple algérien le 19 novembre 1976, conduisant à remplacer la constitution de 1963 (suspendue en 1965), avant d'être éclipsée par celle de 1989.
La Constitution de 1976 y fait référence par trois fois, restreignant ainsi en théorie les possibilités d'évolution des lois et des options politiques au contenu de la Charte elle-même, dont elle assure ainsi la primauté :
Article 6 : La Charte nationale est la source fondamentale de la politique de la nation et des lois de l’État. Elle est la source de référence idéologique et politique pour les Institutions du Parti et de l’État à tous les niveaux.
La Charte nationale est également un instrument de référence fondamental pour toute interprétation des dispositions de la Constitution.
Article 10 : L’option irréversible du peuple, souverainement exprimée dans la Charte nationale, est le socialisme, seule voie capable de parachever l’indépendance nationale.
Article 19 : La Révolution culturelle a notamment pour objectifs : 
(...)    c) d’adopter un style de vie en harmonie avec la morale islamique et les principes de la Révolution socialiste, tels que définis par la Charte nationale.
Longuement soumise à des discussions politiques et à des amendements par le peuple, elle devient un texte fondateur auquel les Président algériens se réfèrent régulièrement jusqu'en 1989, date à laquelle elle est partiellement amendée pour donner lieu à la rédaction d'une nouvelle constitution qui, sans abroger la Charte, n'y fera plus référence.

## Plan de la charte dans la version de 1986
1. Préambule
2. Les fondements historiques de la société algérienne
3. Les références idéologiques
  1. L'Islam et les exigences du siècle
  2. L'édification de la société socialiste
  3. Les grands axes de l'édification du socialisme
  4. La défense nationale
  5. La politique extérieure de l'Algérie
4. Les institutions nationales
  1. Le Parti
  2. L'État
  3. Le contrôle
5. Le développement global
  1. Principes généraux d'organisation de l'économie nationale
  2. Le développement rural
  3. Le développement industriel
  4. Le développement culturel et social
  5. Aménagement du territoire et développement des structures de base

## Aspects juridiques
De 1976 à 1989, les textes de loi sont promulgués en faisant tout d'abord référence à la Charte, et commencent ainsi : 
Le Président de la République,
Vu la Charte nationale,
Vu la Constitution et notamment ses articles xx

## Charte et rôle de la femme
Le principe de l'égalité des droits civiques entre hommes et femmes avait été réaffirmé en 1975, via une Ordonnance précisant que « Toute personne majeure jouissant de ses facultés mentales et n’ayant pas été interdite est pleinement capable pour l’exercice de ses droits civiques. La majorité est fixée à 19 ans révolus ». 
Pour la Charte, les femmes algériennes ont participé à la guerre de libération nationale, et donc l'État doit les protéger, et notamment, comme cité dans le chapitre "Promotion de la femme", contre le rang injuste dans la société algérienne auquel les ont ravalées l'éthique féodaliste et des traditions contraires à l'esprit émancipateur de l'Islam.
Concernant les relations au travail, la Charte y est favorable, dans une double limite. La première limite est de les considérer comme faisant partie d'une Armée de réserve de travailleurs, concept pourtant créé et combattu par Marx, alors que la Charte vise au socialisme : « Les femmes représentent la moitié de la population active et constituent une réserve appréciable de la force de travail du pays, dont l'immobilisme ne peut avoir d'autre signification que celle d'une faiblesse dans l'économie et d'un retard dans l'évolution sociale.»  La seconde limite a trait  à la prépondérance de leur rôle de mère et d'épouse : « cependant, l'intégration de la femme dans les circuits de la production doit tenir compte des contraintes inhérentes à son statut d'épouse et de mère de famille dans la construction et la consolidation du foyer familial qui forme la cellule constitutive de la nation. Ainsi, l'État doit-il encourager la femme à occuper des postes de travail qui répondent à ses aptitudes et à ses compétences.» Cette double limitation est pour Dahbia Abrous le signe avant-coureur de la tentative répétée d'imposer une seconde fois en 1981, après l'échec de 1966, le code de la famille, qui se réfère à l'islam et prévoit la remise sous tutelle de la femme. Cette tentative sera violemment rejetée par la population, et le texte ne sera pas voté.
La Constitution prévoira quant à elle une égalité entre hommes et femmes, ne faisant aucune distinction entre les citoyens, sauf quand elle réaffirme que tous les droits politiques, économiques, sociaux et culturels de la femme algérienne sont garantis par la Constitution. 
Pourtant, dans une forte critique contre les structures dirigeantes et religieuses, la laïcité en Algérie, Tarik Mira fait part d'un mouvement de balancier dans le statut de la femme. La question en suspens depuis l'indépendance n'empêche pas, sous Boumediene, des avancées qu'il qualifie  de "progressistes" telles que la généralisation de l'enseignement et l'ouverture au monde du travail. Ces avancées amèneront au  triomphe du dévoilement de la femme» dans les villes. Mais «la réappropriation de l’identité nationale basée sur la diffusion multiple de la langue arabe classique et la réaffirmation de la place de l’islam comme élément constitutif primordial de la personnalité algérienne» vont rapidement faire le lit de l'intégrisme, en générant une dégradation de la qualité de l'enseignement et de la justice, en manque de moyens et accaparés par les barbéfélènes. Tarik Mira constate que, dès 1978, on assiste aux premiers retours du  hidjab dans les universités. Il attribue à la conjonction islamisation d'État/arabisation les compromis en faveur d'un courant conservatiste et le vote en 1984 d'un code de la famille d'inspiration islamiste, en rupture avec les attentes progressistes. De la même manière, l’incitation à la haine contre, entre autres, les femmes, est le signe pour lui que le double phénomène arabisation/maintien de l'islam comme religion d'État a permis aux imams de d'échapper à la supposée mainmise de cet État
Le Code de la famille rejeté par la population en 1981, est finalement adopté en 1984.